# Лосбург
Лосбург (њем. Loßburg) општина је у њемачкој савезној држави Баден-Виртемберг. Једно је од 16 општинских средишта округа Фројденштат. Према процјени из 2010. у општини је живјело 7.825 становника. Посједује регионалну шифру (AGS) 8237045.

## Географски и демографски подаци
Лосбург се налази у савезној држави Баден-Виртемберг у округу Фројденштат. Општина се налази на надморској висини од 570-715 метара. Површина општине износи 79,3 km². У самом мјесту је, према процјени из 2010. године, живјело 7.825 становника. Просјечна густина становништва износи 99 становника/km².

## Међународна сарадња
| Мјесто | Држава    | Врста сарадње | Од    |
| ------ | --------- | ------------- | ----- |
| Харта  | Мађарска  | партнерство   | 1992. |
| Онс    | Француска | партнерство   | 1979. |
| Извор  |           |               |       |